# Góralu, czy ci nie żal?
 (avril 2021).
La mise en forme du texte ne suit pas les recommandations de Wikipédia : il faut le « wikifier ».
Les points d'amélioration suivants sont les cas les plus fréquents :
- Les titres sont pré-formatés par le logiciel. Ils ne sont ni en capitales, ni en gras.
- Le texte ne doit pas être écrit en capitales (les noms de famille non plus), ni en gras, ni en italique, ni en « petit »…
- Le gras n'est utilisé que pour surligner le titre de l'article dans l'introduction, une seule fois.
- L'italique est rarement utilisé : mots en langue étrangère, titres d'œuvres, noms de bateaux, etc.
- Les citations ne sont pas en italique mais en corps de texte normal. Elles sont entourées par des guillemets français : « et ».
- Les listes à puces sont à éviter, des paragraphes rédigés étant largement préférés. Les tableaux sont à réserver à la présentation de données structurées (résultats, etc.).
- Les appels de note de bas de page (petits chiffres en exposant, introduits par l'outil «  Source ») sont à placer entre la fin de phrase et le point final[comme ça].
- Les liens internes (vers d'autres articles de Wikipédia) sont à choisir avec parcimonie. Créez des liens vers des articles approfondissant le sujet. Les termes génériques sans rapport avec le sujet sont à éviter, ainsi que les répétitions de liens vers un même terme.
- Les liens externes sont à placer uniquement dans une section « Liens externes », à la fin de l'article. Ces liens sont à choisir avec parcimonie suivant les règles définies. Si un lien sert de source à l'article, son insertion dans le texte est à faire par les notes de bas de page.
- La présentation des références doit suivre les conventions bibliographiques. Il est recommandé d'utiliser les modèles {{Ouvrage}}, {{Chapitre}}, {{Article}}, {{Lien web}} et/ou {{Bibliographie}}. Le mode d'édition visuel peut mettre en forme automatiquement les références.
- Insérer une infobox (cadre d'informations à droite) n'est pas obligatoire pour parachever la mise en page.

Pour une aide détaillée, merci de consulter Aide:Wikification.
Si vous pensez que ces points ont été résolus, vous pouvez retirer ce bandeau et améliorer la mise en forme d'un autre article.

Góralu, czy ci nie żal ? (titre original : Za Chlebem) est une chanson composée sur les paroles d'un poète de Cracovie, Michał Bałucki (1837-1901).

## Origine de la chanson
Le poème aurait été écrit vers la fin de 1863, alors que Bałucki était emprisonné dans l’ancienne prison Saint Michel, św. Michała (aujourd’hui le Musée géologique de l’Académie Polonaise des Sciences). Bałucki était emprisonné avec un montagnard de Chochołowa que les gendarmes avaient capturé près de Michałowicami à la frontière russe, alors qu’il se faufilait parmi les insurgés. Il se serait lié d’amitié avec lui et c’est de cette amitié qu’est né le poème, publié en 1866, qui deviendra plus tard un tube.
Le texte intégral comprend douze strophes et se termine par une fin heureuse, le montagnard retourne dans son pays natal avec un sac de cadeaux à offrir.
Władysław Żeleński est le plus souvent cité comme compositeur de la musique, mais selon certaines sources[Lesquelles ?], il s’agirait de Michał Świerzyński. Cette chanson aurait été diffusée par les gens de Piłsudski et les scouts avant qu’elle n’entre dans le canon des morceaux les plus populaires de la musique de fête polonaise dont elle fait encore partie aujourd’hui.
La chanson française du Carême « Victoire tu règneras, ô croix tu nous sauveras » a été composé par  André Losay en 1940, alors prisonnier au stalag III-B, qui aurait relevé l'air polonais et écrit ce texte encore populaire aujourd'hui dans l'animation des cérémonies religieuses,.

## Paroles originales, prononciation API et traduction française
| Paroles originales | Prononciation API | Traduction en français |
| --- | --- | --- |
| Góralu, czy ci nie żal Odchodzić od stron ojczystych, świerkowych lasów i hal I tych potoków srebrzystych? Góralu, czy ci nie żal, Góralu, wracaj do hal! A góral na góry spoziera I łzy rękawem ociera, Bo góry porzucić trzeba, Dla chleba, panie dla chleba. Góralu, czy ci nie żal ... Góralu, wróć się do hal, W chatach zostali ojcowie; Gdy pójdziesz od nich hen w dal Cóż z nimi będzie, kto powie? Góralu, czy ci nie żal ... A góral jak dziecko płacze: Może już ich nie zobaczę; I starych porzucić trzeba, Dla chleba, panie, dla chleba. Góralu, czy ci nie żal ... | ɡuralu t͡ʂɨ t͡si niɛ ʐal ɔdχɔd͡ʑit͡ɕ ɔd strɔn ɔjt͡ʂɨstɨχ ɕviɛrkɔvɨχ la suv i χal i tɨχ pɔtɔkuv srɛbʐɨstɨχ ɡuralu t͡ʂɨ t͡si niɛ ʐal, guralu vrat͡saj dɔ χal! a gural, na gurɨ spɔʑɛra i wzɨ rɛ̃kavɛm ɔt͡ɕɛra, Bɔ gurɨ pɔʐut͡sit͡ɕ tʐɛba Dla χlɛba, paniɛ dla χlɛba ɡuralu t͡ʂɨ t͡si niɛ ʐal... Guralu, vrut͡ɕ ɕɛ̃ dɔ χal, V χataχ zɔstali ɔjt͡sɔviɛ ; gdɨ pujd͡ʑɛʂ ɔd niχ χɛn v dal t͡suʐ znimi bɛ̃d͡ʑɛ, ktɔ pɔviɛ ? ɡuralu t͡ʂɨ t͡si niɛ ʐal... a gural jak d͡ʑɛt͡skɔ pwat͡ʂɛ : mɔʐɛ juʐ iχ niɛ zɔbat͡ʂɛ̃ ; i starɨχ pɔʐut͡sit͡ɕ tʐɛba, Dla χlɛba, paniɛ dla χlɛba. ɡuralu t͡ʂɨ t͡si niɛ ʐal... | Montagnard, n'es tu pas triste de quitter la terre de tes ancêtres, Ses forêts de pins, ses alpages et ses rivières argentées ? Montagnard, n'es tu pas triste Montagnard, reviens dans les alpages. Le montagnard lance un regard sur les montagnes et essuie ses larmes de la main car il faut quitter le les montagnes Pour le pain monsieur, pour le pain Montagnard, n'es tu pas triste... Montagnard, revient dans les alpages dans la hutte où sont restés tes parents si tu les quittes, que tu t'en vas au loin qui sait ce qu'ils deviendront Montagnard, n'es-tu pas triste… et le montagnard pleure comme un enfant peut-être ne les reverra-t-il jamais il faut quitter les anciens pour le pain, monsieur, pour le pain Montagnard, n'es-tu pas triste… |

## Postérité
Dans les années 1950, en Petite Pologne, le texte a parfois été changé en « A góral wziął gumowe buty i poszedł do Nowej Huty », soit « un montagnard a pris des bottes en caoutchouc et est allé à Nowa Huta » — Nowa Huta étant un quartier nouveau de Cracovie, construite dans les années 50 comme une ville-modèle communiste.
En 1993, une version rock de cette chanson a été enregistrée par le groupe de Varsovie Hetman, la chanson a été incluse sur leur troisième album studio Co jest Grane !?.
A l’initiative du Centre culturel de Cracovie et de la Bibliothèque de chanson polonaise, le 150e anniversaire de la chanson Goralu, czy ci nie żal ? a été célébré en 2013.